# Paco Pomet
Paco Pomet (Granada, 1970) es un pintor español muy prolífico, a pesar de su juventud, y original cuyos óleos representan escenas con un marcado sentido del humor y la ironía. La inmensa mayoría de ellas son transformaciones de fotografías y de escaso cromatismo, pero de gran contemporaneidad y frescura, con evidentes influencias del cómic, la televisión y el cine.

## Biografía
Paco Pomet nació en la ciudad andaluza de Granada, donde estudió, vive y trabaja. Su formación superior comenzó en la Facultad de Bellas Artes de Granada, pero la continuó en Italia (Academia de España en Roma), en París (Beca Colegio de España del Ministerio de Cultura), en Inglaterra (Loughborough College of Art & Design) y en Nueva York (School of Visual Arts)

## Obra
Sus obras entremezclan los artes de la pintura y la fotografía, no solo como fuente visual, sino con un premeditado interés de perturbar, con ocurrentes guiños al cómic, al cine, a la televisión y a la animación, géneros creativos contemporáneos de los cuales tiene gran influencia, a pesar de ser técnicamente pintura pura.
Aunque algunas de sus creaciones son simplemente más humorísticas, es habitual en ellas el uso del humor y de la ironía con una intención más crítica, de compromiso contra las contradicciones y sinrazones de nuestro mundo actual.

Su obra está representada en España por la galería My Name’s Lolita Art de Madrid y en el resto de Europa también por la danesa Bendixen Contemporary.  En Estados Unidos es representado por la Galería Richard Heller de Santa Mónica.

## Premios (selección)
- 2010. Premio Excellent World Prize en la Bienal de Beijing, China[10]
- 2010. Primer premio. IX Bienal de Artes Gráficas Ciudad de Albacete[11]
- 2006. Primer premio. Bienal de Zamora
- 2006. Adquisición de obra. Certamen Nacional de Pintura del Parlamento de La Rioja.[12]

## Exposiciones (selección)
- 2015. Dismaland (colectiva). Fue uno de los dos españoles invitados a esta sorprendente exposición organizada por el artista Banksy en Weston-super-Mare,  Inglaterra[13][14]
- 2015. Galería Álvaro Alcázar (colectiva). Granada[15]
- 2015. ArteSantander (colectiva). Santander[16]
- 2014-2015. Obra reciente. Galería My Name’s Lolita Art. Madrid[17]
- 2014. Scapelands. Richard Heller Gallery, Los Ángeles[18]
- 2013-2014. The Christmas Show (colectiva). Bendixen Contemporary, Copenhague, Dinamarca[19]
- 2012. Contra la inercia. Centro de Artes de Sevilla, Sevilla[20][21]
- 2012. Contra la inercia. Palacio Condes de Gabía, Granada, primera retrospectiva de la obra de Paco Pomet[22]

## Publicaciones
- 2012. Paco Pomet, pinturas 2004-2011, Diputación Provincial de Granada[23]